# Jocke Söderström
Joakim "Jocke" Söderström, född 1969, är en svensk isracing-förare från Upplands Väsby. Han tävlar för Funbo MS från Uppsala och är flerfaldig svensk mästare i lag med Funbo MS. Isracing-karriären startade 1998. Innan dess var han motocrossförare i Upplands Väsby MK.